# أوسكار غوميز باربيرو
أوسكار غوميز باربيرو (بالإسبانية: Óscar Gómez Barbero)‏ هو شخصية أعمال إسباني، ولد في 28 يونيو 1961.